# Комбинация (одежда)
Комбина́ция — нарядная облегающая женская сорочка, надеваемая поверх нательного белья непосредственно под платье с целью лучшей посадки платья и подчеркивания фигуры. В отличие от сорочки, имеет большую длину, тонкие бретели или плечики, суженную талию и расширение к низу. Комбинация является объединением двух предметов: сорочки и панталон.

## Комбинации в России
В царской России имелась традиция пошива нижнего белья. После революции производства белья стали государственными, но продолжалось сохранение качества, выпуск новых ярких цветов, внедрение технологий, разнообразной вышивки и соответствие мировой моде.
Начиная с 1929 года в СССР определяется идеология равенства, и красота и индивидуальность одежды исчезает. Начинается создание «Главодежды», доступной каждой советской женщине. Такие комбинации шьются из простого полотна, которое можно было кипятить.
В послевоенное время в СССР стало попадать привезенное белье, изготовленное из натурального шелка. Согласно городским легендам, женщины носили яркие трофейные комбинации, ночнушки и пижамы как вечерние платья для похода в кино или на прогулку:
О первых днях после освобождения/оккупации рассказывают смешные истории, которые стали со временем общепризнанными легендами. Например: в магазин товаров широкого потребления пришел советский офицер и приказал: «Запакуйте мне… всю ту полку». В других рассказывается о том, что офицерские жены не знали, что такое женская комбинация, — они считали, что это платье…
С 1950-х годов вводятся новые правила на изготовление и ношения белья. Комбинации шились из шёлковых (фуляр, туаль, тафта, креп-жоржет, креп-армюр, крепдешин, креп-гранит) и хлопчатобумажных (мадаполам, шифон, батист, маркизет) тканей.
В 1970-е годы для изготовления комбинаций добавляются синтетические материалы, такие как нейлон и вискоза.
Мода 1950-х запрещала женщинам носить прозрачные платья и блузки, поэтому прикрытость тела обеспечивалась непрозрачными комбинациями. До конца 1980-х неприличным считался выглядывающий из-под юбки край комбинации.